# Karl Poser
Karl Poser, getauft als Ernst Carl Poser, (* 5. Juni 1870 in Limbach; † 19. August 1916 in Leipzig) war ein deutscher Architekt.

## Leben und Wirken
Karl Poser wurde als ältester Sohn des „geprüften Maurermeisters“ Ernst Friedrich Poser und dessen Ehefrau Anna Laura Poser geb. Harzendorf in Limbach geboren. Sein Großvater war der Bauunternehmer Christoph Poser. Er heiratete am 7. September 1907 Barbara Wilhelmine Bertha geb. Germann (* 25. Oktober 1865 in Darmstadt); die Ehe blieb kinderlos. Am 19. August 1916 starb Karl Poser an einer „Herzschwäche nach Operation des Blinddarms“.
Vater und Großvater zeichneten für viele Limbacher Bauprojekte in der zweiten Hälfte des 19. Jahrhunderts verantwortlich. Poser war daher von klein auf mit der Baupraxis vertraut. Wo er seine Ausbildung zum Architekten absolvierte, ist bislang nicht bekannt. Als Architekt verfolgte er sehr genau die jeweils aktuellen technischen und gestalterischen Entwicklungen seiner Zeit, griff sie auf und entwickelte daraus eigene Lösungen. So nutzt er beispielsweise früh die Möglichkeiten der Eisenbeton-Konstruktionen.
Ab 1900 errichtete Poser in Leipzig zahlreiche Geschosswohnungsbauten. Daneben bildete Wurzen einen besonderen Tätigkeitsschwerpunkt: 1902 entstanden hier ein Neubau für die Handelsschule sowie ein Geschäftshaus für die Wurzener Bank. Bis um 1903 arbeitete er in Bürogemeinschaft mit dem Architekten Adalbert Friedrich (Friedrich und Poser, Bureau für Architektur und Bauausführungen) und war danach eigenständig tätig. Er beteiligte sich an zahlreichen Architektenwettbewerben und machte sich darüber hinaus einen Namen durch den geschickten und einfühlsamen Umbau historischer Gebäude, z. B. von Schloss Flößberg bei Borna. 1905 entstand das Gemeindehaus der Michaeliskirche am Nordplatz in Leipzig mit seinem außergewöhnlichen Eingangsportal, 1906–1907 die Villa Pinkau – sein erstes Einfamilienhaus. Nach Möglichkeit entwarf Poser auch die Inneneinrichtung seiner Bauten. Als sein wichtigster Beitrag auf diesem Gebiet kann nach gegenwärtigem Kenntnisstand die Einrichtung des Restaurants „Zur Traube“ aus dem Jahr 1908 gelten, das damals eines der elegantesten Lokale Leipzigs war.
Von der Kritik wurde vor allem sein seine Fähigkeit gelobt, konventionellen Bauaufgaben „originelle“ gestalterische Seiten abzugewinnen. Poser vermied typische Gliederungselemente wie Säulen, Pilaster oder stark hervortretende Gesimse. Manche seiner Fassaden erscheinen zunächst fast flächig, erweisen sich dann aber als plastisch sorgfältig durchgebildet. Er setzte auf eine einfache, klare Gliederung, sparsame Ornamentik und ungewöhnliche Motiv-Kombinationen.
Gegen Ende des ersten Jahrzehnts des 20. Jahrhunderts wandelte sich sein Stil deutlich: Unter dem Einfluss der aufkommenden Reformarchitektur bzw. Heimatschutzarchitektur treten die dekorativen und bauplastischen Elemente weiter zurück zugunsten „sachlicher“, zweckmäßiger Bauformen und verschwinden schließlich ganz. Dieser Entwicklung entspricht auch seine Berufung in den 1907 gegründeten Deutschen Werkbund. Er war zu dieser Zeit an Planungen für größere Wohnanlagen und Gartenstadtsiedlungen (u. a. Leipzig-Marienbrunn) beteiligt. Seine Fähigkeit zur „malerischen“ Organisation komplexer Gebäudeanlagen kam Poser bei Großprojekten, wie dem Bezirksstift Auerbach (1908–1910) oder dem Krankenhaus in Rabenstein bei Chemnitz (1912–1913) zugute. Diese späten Bauten waren immer noch sorgfältig durchgebildet, doch der originelle, baukünstlerische Zug fehlte nun.
Nach 1910 beeinflusste ihn auch der aufkommende Neoklassizismus. Prägnantestes Beispiel dafür ist die Ausstellungshalle für hygienische Baueinrichtungen auf der Internationalen Baufach-Ausstellung Leipzig 1913. Am einzigen Leipziger Bau, mit dem sein Name populär verbunden wird, dem „Runde Ecke“ genannten ehemaligen Verwaltungsgebäude der Feuerversicherungsanstalt am Thomasring, war er wahrscheinlich nur für die technische Konstruktion im Auftrag von Hugo Licht verantwortlich, nicht aber für den Entwurf.
Für 1908 ist die Atelier- bzw. Wohnadresse Äußere Hallesche Straße 7 in Leipzig-Gohlis durch ein Mitgliederverzeichnis der Gesellschaft für Erdkunde zu Leipzig überliefert, für 1913 die Adresse Burgstraße 26.
Poser war Mitglied im Bund Deutscher Architekten.

## Werk

### Bauten und Entwürfe
- 1902: Mehrfamilienwohnhaus Kochstraße 31 in Leipzig (unter Denkmalschutz)[11][12]
- 1902: Gebäude der Wurzener Bank in Wurzen[13][14]
- 1905: Umgestaltung der Stadtkirche in Auerbach im Vogtland[15]
- 1905: Wohnhaus Salzmannstraße 11 in Leipzig-Eutritzsch (ursprünglich Turnerstraße 11; verändert)[16]
- 1905: Umbau des Wohn- und Geschäftshauses Schreiber in Wurzen, Markt 8 (verändert)[17]
- um 1906: Gestaltung eines Torbogens am Gebäude des Musikverlags F. C. Peters in Leipzig, Talstraße 10[18]
- 1905: Pastorat der Michaeliskirche in Leipzig, Nordplatz 4[19]
- 1905: Wettbewerbsentwurf für ein Wohn- und Geschäftshaus am Naschmarkt in Leipzig[20]
- 1906–1907: Wohnhaus für Emil Pinkau in Leipzig, Springerstraße 8 (heute Sitz der Ländernotarkasse)[21]
- 1906–1908: Umbau von Schloss Flößberg bei Borna[22]
- 1908: Bank- und Wohnhaus in Oschatz, Promenade 12[23]
- 1908: Gebäude Kurt-Eisner-Straße 42 in Leipzig (ursprünglich Kronprinzenstraße 42)[24]
- 1908: Einrichtung des Restaurants „Zur Traube“ im Weinhaus Bodenstein in Leipzig, Markgrafenstraße 10 (nicht erhalten)[25]
- 1908–1910?: Bezirksstift der Amtshauptmannschaft Auerbach in Obergöltzsch bei Rodewisch, Stiftstraße 10 (heute Klinikum Obergöltzsch Rodewisch, durch Umbauten und Erweiterungen völlig entstellt)[26]
- 1909: Wohnhaus mit Atelier für den Bildhauer Adolf Lehnert in Markkleeberg, Mozartstraße 1[27]
- 1910?: Herrenhaus auf Rittergut Biesen, Eilenburger Chaussee 8 in Rackwitz-Zschortau (evtl. als Umbau eines älteren Gebäudes; heute stark verändert)[28]
- 1911: Um- und Ausbau des Wohnhauses Moschelesstraße 13 in Leipzig (Ursprungsbau 1887/1888 nach Entwurf von Ernst Riedel zeitgleich mit dem Nachbarhaus Moschelesstraße 11 errichtet; unter Denkmalschutz)[29]
- 1911–1913: Verwaltungsgebäude der Leipziger Feuerversicherungs-AG in Leipzig, Thomasring (gemeinsam mit Hugo Licht sowie Georg Weidenbach und Richard Tschammer; heute mit Gedenkstätte Museum in der „Runden Ecke“)
- 1911: Wettbewerbsentwurf für die Internationale Baufach-Ausstellung Leipzig 1913 (prämiert mit dem 3. Preis)[30]
- 1912–1913: Wohnungsbauten in der Gartenvorstadt Marienbrunn in Leipzig, u. a. Triftweg 15–23
- 1912–1913: Bezirkskrankenhaus der Amtshauptmannschaft Chemnitz in Rabenstein bei Chemnitz, Unritzstraße 23 (heute „Haupthaus“ des DRK-Krankenhauses Chemnitz-Rabenstein; unter Denkmalschutz)[31][32]
- 1912 (evtl. ab 1909): Neues Rathaus in Regis-Breitingen[33]
- 1913: Ausstellungsgebäude Halle für hygienische Baueinrichtungen auf der Internationalen Baufach-Ausstellung Leipzig 1913 (Innenarchitektur des Empfangsraums von Friedrich Voggenberger; nicht erhalten)[34]
- 1913: Villa Lenk, Wohnhaus auf einem Felsvorsprung für den Besitzer der Streichgarnspinnerei in Rodewisch im Vogtland, Bachstraße 95
- 1914: Wohnanlage Emil-Schubert-Straße 17–37 in Leipzig[35]

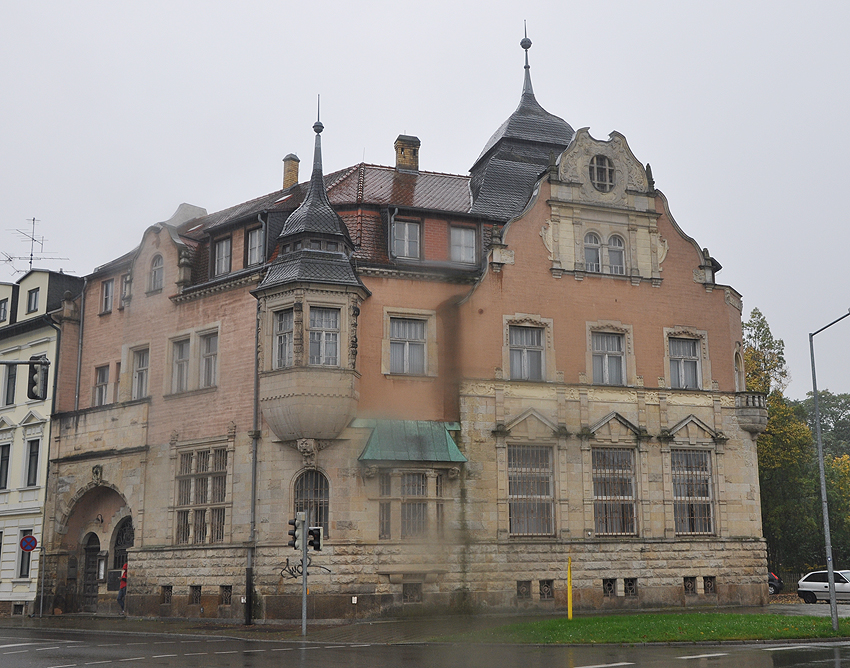
Bankgebäude in Wurzen, Bahnhofstraße 16a (1902)
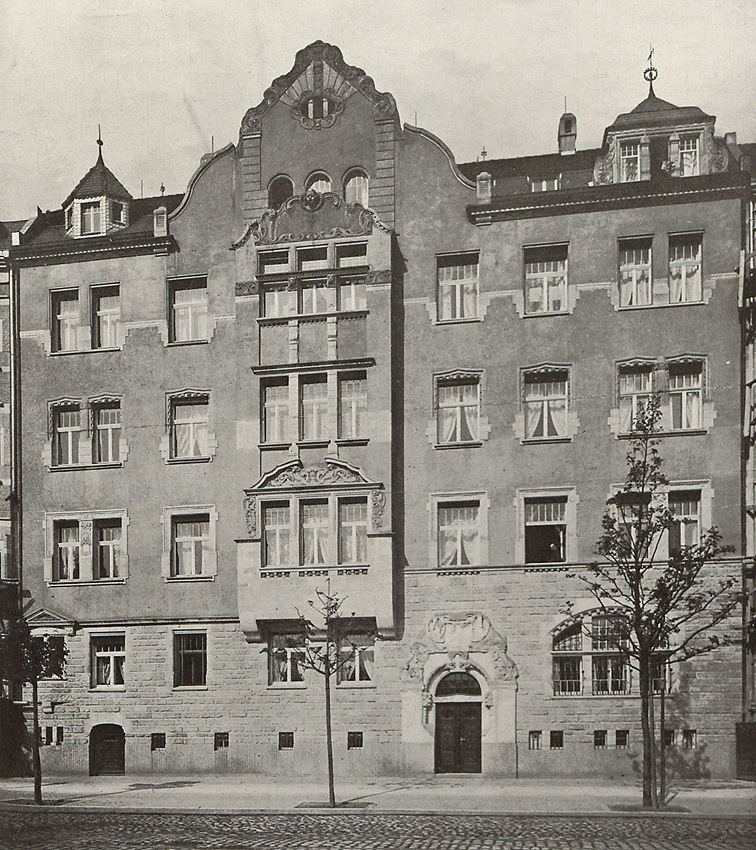
Gemeindehaus der Michaeliskirche in Leipzig, Nordplatz 4 (1905)
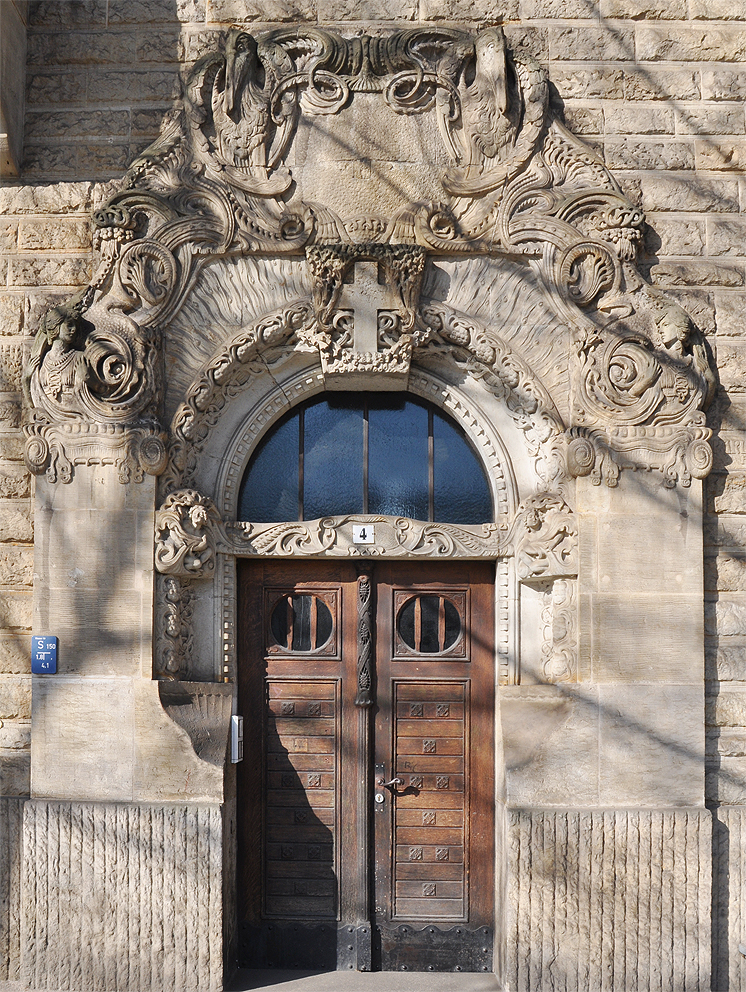
Gemeindehaus der Michaeliskirche in Leipzig, Nordplatz 4, Eingangsportal
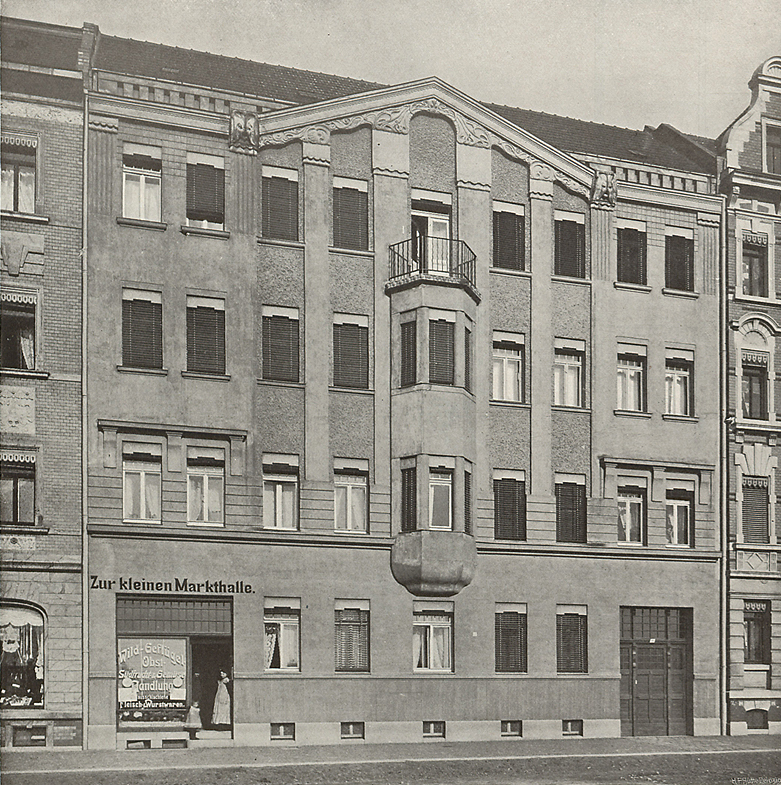
Mehrfamilienwohnhaus in Leipzig, Salzmannstraße 11 (1905)
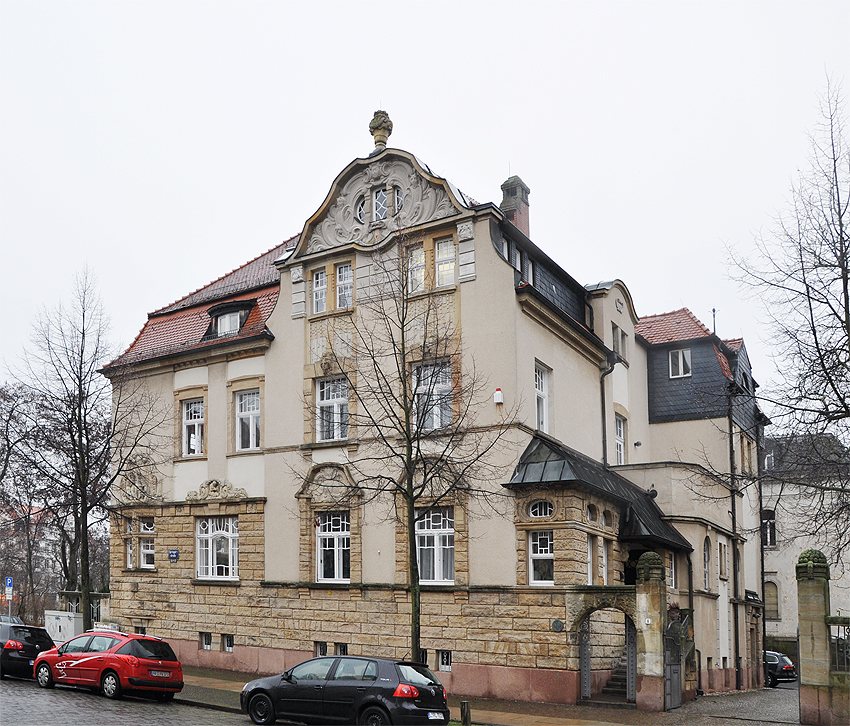
Villa Pinkau in Leipzig, Springerstraße 8 (1906/1907)
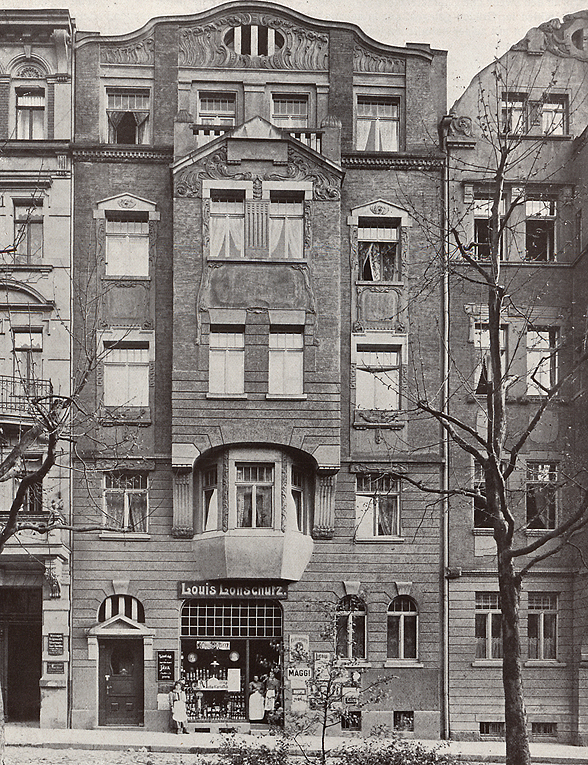
Wohn- und Geschäftshaus in Leipzig, Kurt-Eisner-Straße 42 (1908)
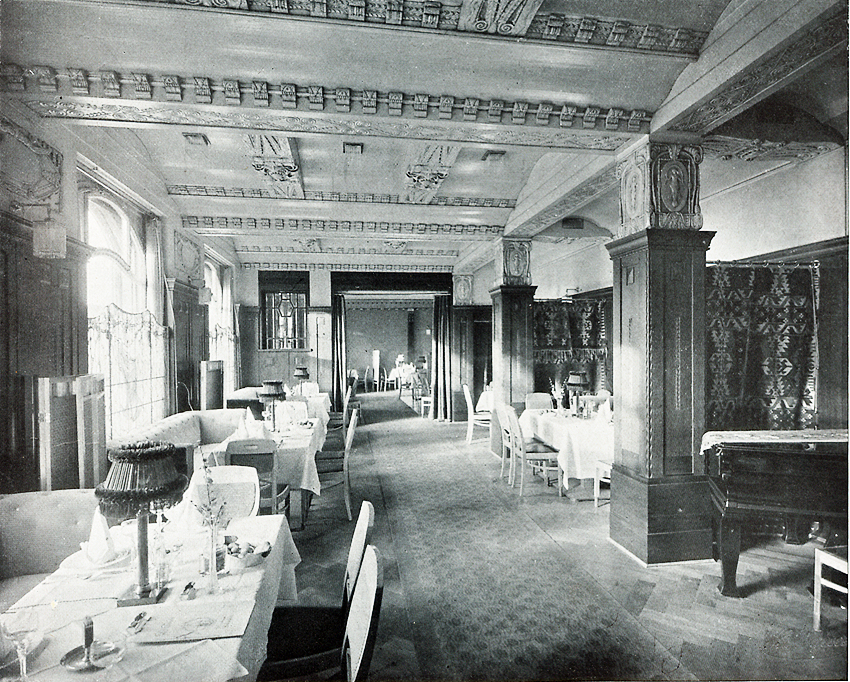
Restaurant „Traube“ im Weinhaus Bodenstein in Leipzig, Markgrafenstraße 10 (1908)
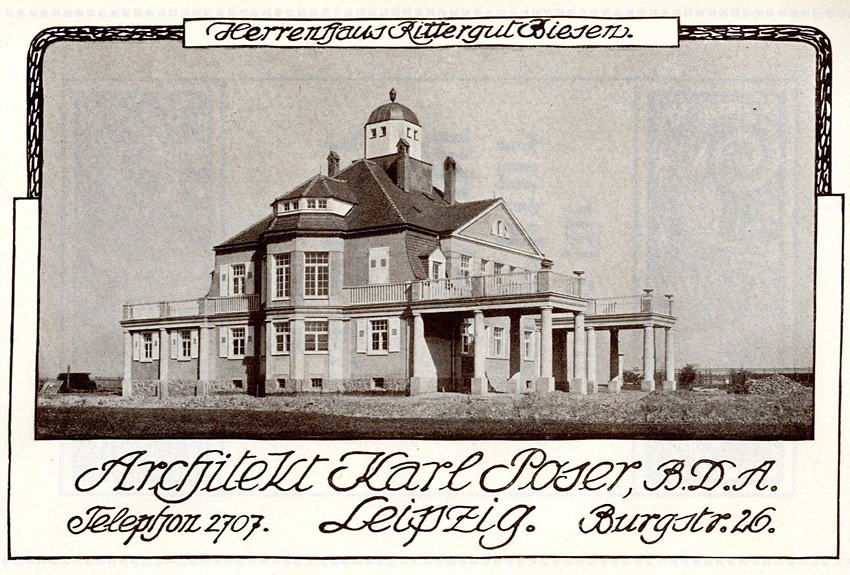
Umbau des Herrenhauses auf Rittergut Biesen (Anzeige, um 1910)
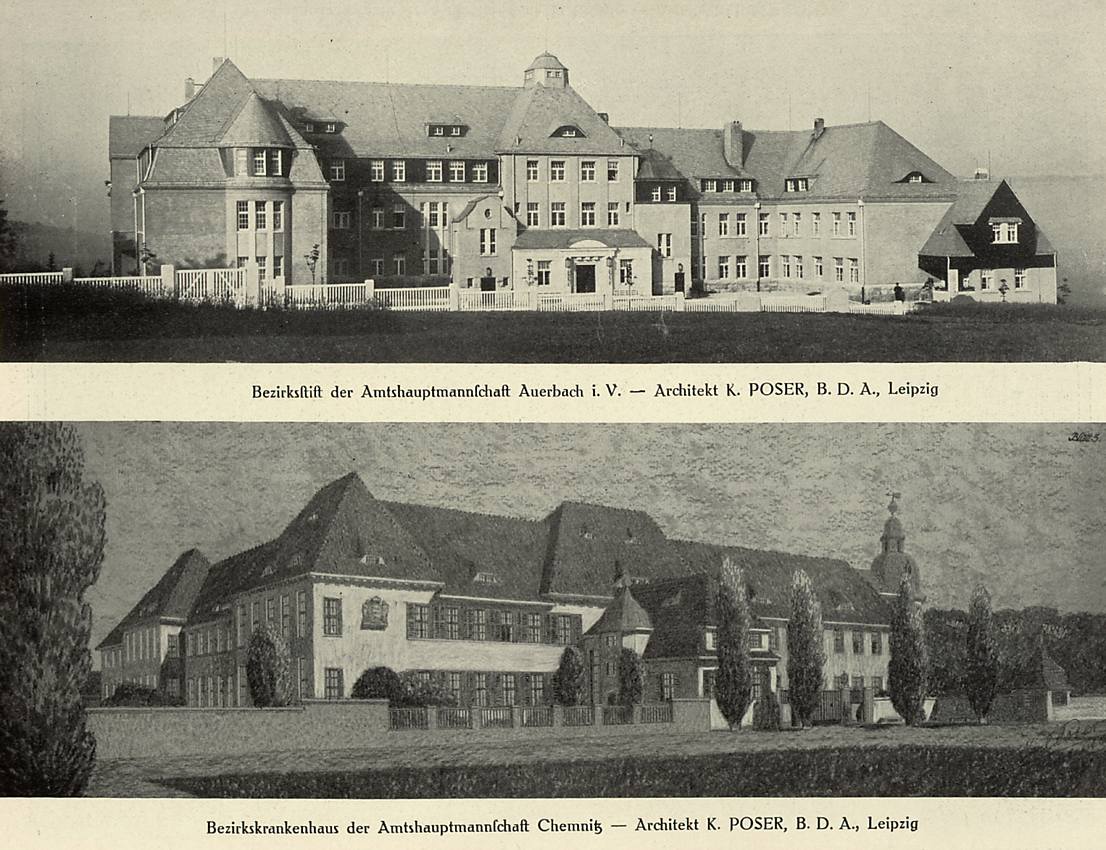
oben: Bezirksstift der Amtshauptmannschaft Auerbach i. V. in Obergöltzsch (1908–1910?) / unten: Entwurf für das Bezirkskrankenhaus der Amtshauptmannschaft Chemnitz in Rabenstein (1912?)
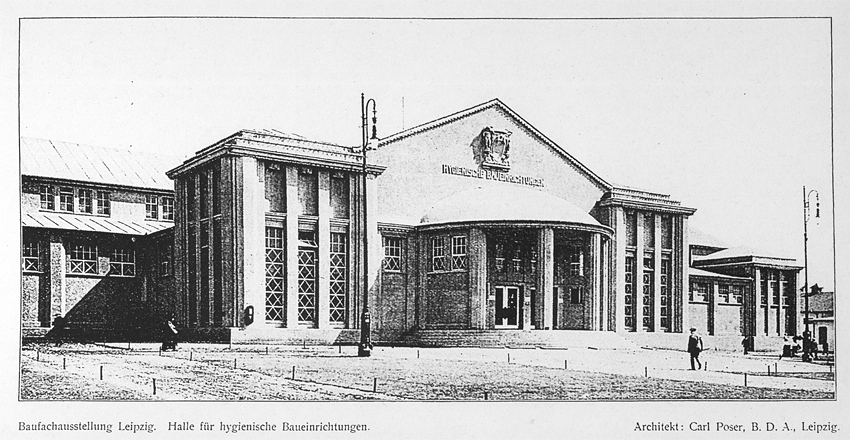
Halle für hygienische Baueinrichtungen auf der IBA Leipzig 1913
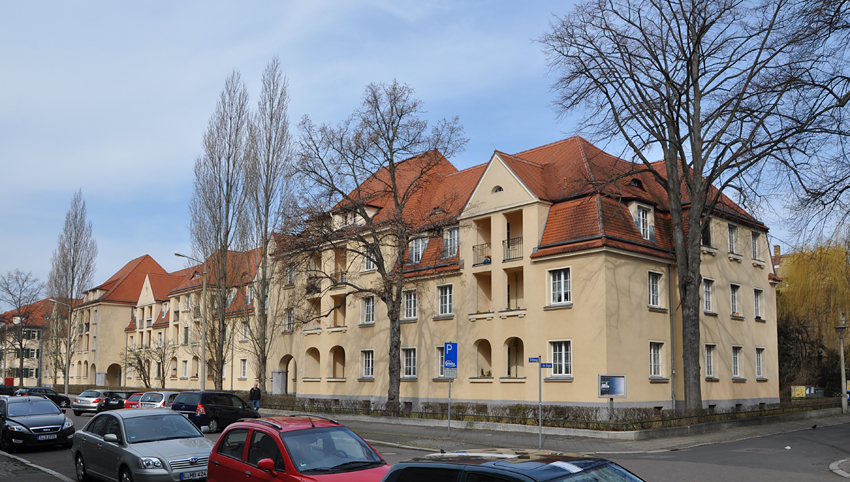
Wohnbauten am Triftweg in der Gartenstadt Marienbrunn in Leipzig (1912–1913; Foto 2015)

### Grabdenkmale
- Grabmal G. Koehler in Greiz[36]
- um 1908: Grabmal für die Familie des Bildhauers Adolf Lehnert auf dem Südfriedhof in Leipzig[37][38][39]